# Dorfkirche Jeggau

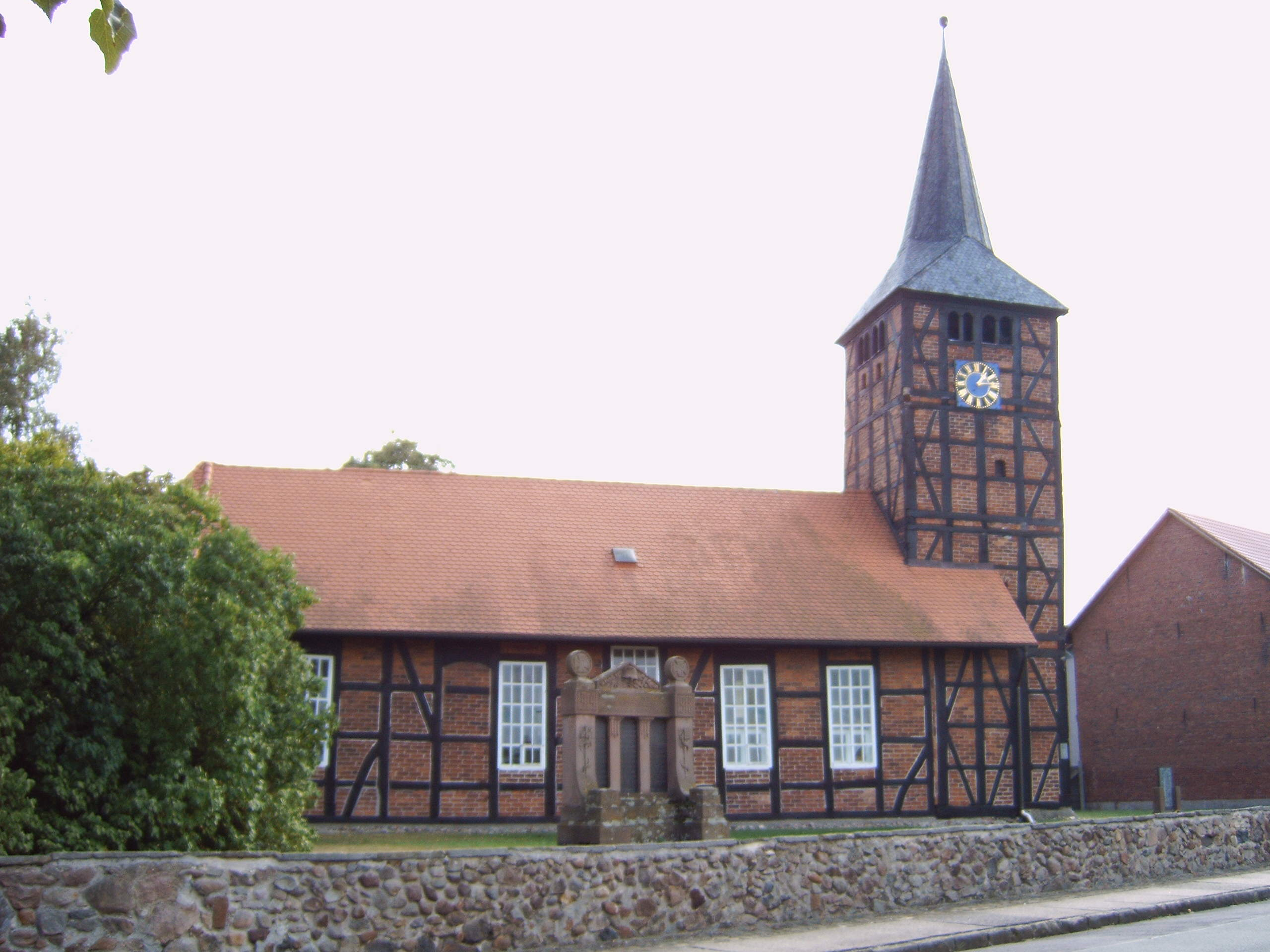
Dorfkirche Jeggau

Die Dorfkirche Jeggau ist die evangelische Kirche des Dorfes Jeggau, eines Ortsteils der Hansestadt Gardelegen im Altmarkkreis Salzwedel in Sachsen-Anhalt.

## Architektur
Das Gebäude entstand in den Jahren von 1688 bis 1690 als Ersatzbau für die vorherige, 1651 bei einem Dorfbrand beschädigte Kirche. Die Kirche wurde in Fachwerkbauweise errichtet. Das langgestreckte Kirchenschiff ist am östlichen Ende fünfseitig abgeschlossen. Auf der Westseite befindet sich der ebenfalls als Fachwerk ausgeführte Turm. Der mit quadratischem Grundriss ausgeführte Turm wird vom Kirchenschiff halbumbaut. Die Turmspitze bildet ein achteckiger Spitzhelm. Nach der Datierung in der Wetterfahne und in der südwestlichen Eingangstür entstand der Turm 1742.
An der Südseite des Kirchenschiffs befinden sich Eingänge. Über einem befindet sich als Patronatswappen das Wappen der Stadt Gardelegen sowie eine Inschrift mit Datum 1688.
Das Kircheninnere weist eine flache auf Bügen ruhende Holzbalkendecke auf. Das dreischiffige Kirchenschiff wird durch achteckige hölzerne Stützpfeiler geprägt. An der Westseite befindet sich eine dreiseitige Empore.

## Innenausstattung
Die Innenausstattung ist schlicht. Erwähnenswert ist ein als Kelch gestalteter spätromanischer Taufstein aus der ersten Hälfte des 13. Jahrhunderts sowie ein Marienbild aus der Zeit der Spätgotik Ende des 15. Jahrhunderts. Der Kanzelaltar stammt von 1824, die romanisierende Orgel entstand im letzten Drittel des 19. Jahrhunderts.
Die Kirche verfügt über zwei verzierte Glocken aus Bronze aus den Jahren 1505 und 1515. Im Chor befindet sich ein Grabstein mit Inschrift aus dem 17. Jahrhundert. Aus demselben Zeitraum stammt eine dort befindliche Truhe.
Ursprünglich befand sich in der Kirche auch ein aus dem späten Mittelalter stammendes Vesperbild. Dieses wurde jedoch 1950 an die katholische Sankt-Elisabeth-Kirche in Mieste gegeben.
Eine letzte Instandsetzung der Kirche erfolgte in den Jahren 1984 bis 1993.